# Нижнекарачанское сельское поселение
Нижнекарачанское сельское поселение — муниципальное образование в Грибановском районе Воронежской области.
Административный центр — село Нижний Карачан.

## Административное деление
Состав поселения:
- село Нижний Карачан,
- посёлок Маяк.